# 弘行 (呼出)
弘行（ひろゆき、1978年（昭和53年）3月14日 - ）は、大相撲の十両呼出である。本名は今 弘行（こん ひろゆき）。青森県青森市出身。峰崎部屋→西岩部屋所属。血液型はA型。

## 履歴
- 1993年5月場所 - 初土俵。
- 1994年7月場所 - 呼出の番付制導入により、序ノ口呼出となる。
- 1995年1月場所 - 序二段呼出に昇進。
- 1999年1月場所 - 三段目呼出に昇進。
- 2002年1月場所 - 幕下呼出に昇進。
- 2006年1月場所 - 十両呼出に昇進。